# Úvěrová zpráva
Úvěrová zpráva je způsob, jak mohou občané zjistit veškeré informace o svých závazcích u bankovních i nebankovních institucí.
Data se do úvěrové zprávy získávají z Bankovního registru klientských informací či Nebankovního registru klientských informací. Data z obou registrů však ze zákona není možné spojit do jediného dokumentu. 
Dohromady oba registry sdružují přes padesát finančních institucí působících na českém trhu. 
Úvěrovou zprávu nabízí několik institucí, avšak je třeba dávat pozor i na podvodníky.